# Recope
La Recope è una compagnia petrolifera della Costa Rica fondata nel 1961. Il suo nome per esteso è Refinadora Costarricense de Petróleo.
La Recope iniziò la costruzione del suo impianto per la raffinazione del petrolio nel 1963, nel sito di Moín (in provincia di Limón, nell'est del paese) e quattro anni più tardi questo venne completato. L'opera venne accompagnata dalla costruzione di un oleodotto che mette in collegamento la raffineria a San José, attraverso il terminale di distribuzione di Ochomogo (in provincia di Cartago).
La capacità di raffinamento è pari a 25.000 barili giornalieri  e l'area occupata dal sito di produzione equivale a 68 ettari. La produzione soddisfa il consumo nazionale di benzine.